# Dear Christmas
『Dear Christmas』（ディアー・クリスマス）は、南野陽子8枚目のスタジオ・アルバム。1989年12月1日にCBS・ソニーから発売された。規格品番は、CSCL1045（CD）。

## 解説
前年発売『SNOWFLAKES』に続く、クリスマスをテーマにしたコンセプト・アルバム。全11曲のうち、『GARLAND』から「八重歯のサンタクロース」と「恋人達のクリスマス」の2曲、『SNOWFLAKES』から「メリー・クリスマス」と「臆病なトナカイ」の2曲を再収録しているため、新曲は7曲。南野楽曲の大半は萩田光男が編曲しているが、本作は「そして、またイヴがきて…」を作曲の上田知華、「Sentimental Holy Night」は椎名和夫が編曲を手がける。萩田は本作を以て、南野のサウンドプロデュースを離れる。ジャケットや歌詞ブックレット写真は、2日前に発売された16枚目シングル「フィルムの向こう側」と同様にイタリアで撮影された。

## 収録曲
| #         | タイトル                          | 作詞       | 作曲           | 編曲      | 時間  |
| --------- | --------------------------------- | ---------- | -------------- | --------- | ----- |
| 1.        | 「Dear Christmas」                | 小倉めぐみ | 柴矢俊彦       | 萩田光男  | 3:19  |
| 2.        | 「宝石だと思う 〜ノエルの丘で〜」 | 戸沢暢美   | Tsukasa        | 萩田光男  | 4:51  |
| 3.        | 「イヴまでの恋人」                | 小倉めぐみ | 亀井登志夫     | 萩田光男  | 4:22  |
| 4.        | 「聖夜（クリスマス）物語」        | 田口俊     | 広谷順子       | 萩田光男  | 5:20  |
| 5.        | 「八重歯のサンタクロース」        | 小倉めぐみ | 萩田光雄       | 萩田光雄  | 4:12  |
| 6.        | 「メリー・クリスマス」            | 康珍化     | 平野牧         | 萩田光男  | 4:28  |
| 7.        | 「6pm, 24, DEC.」                 | 戸沢暢美   | 萩田光男       | 萩田光男  | 3:52  |
| 8.        | 「恋人達のクリスマス」            | 芹沢類     | 亀井登志夫     | 萩田光雄  | 4:50  |
| 9.        | 「そして、またイヴがきて…」       | 小倉めぐみ | 上田知華       | 上田知華  | 4:24  |
| 10.       | 「Sentimental Holy Night」        | 小倉めぐみ | 鈴木キサブロー | 椎名和夫  | 4:13  |
| 11.       | 「憶病なトナカイ」                | 康珍化     | 朝倉紀幸       | 萩田光男  | 4:36  |
| 合計時間: | 合計時間:                         | 合計時間:  | 合計時間:      | 合計時間: | 48:27 |